# Терцо
Терцо (італ. Terzo, п'єм. Ters) — муніципалітет в Італії, у регіоні П'ємонт,  провінція Алессандрія.
Терцо розташоване на відстані близько 460 км на північний захід від Рима, 75 км на південний схід від Турина, 32 км на південний захід від Алессандрії.
Населення — 905 осіб (2014).
Щорічний фестиваль відбувається 22 вересня. Покровитель — San Maurizio martire.

## Демографія
Населення за роками:

Станом на 1 січня 2023 року в муніципалітеті офіційно проживало 48 іноземців з 17 країн, серед них 19 громадян країн Євросоюзу.

## Сусідні муніципалітети
- Аккуї-Терме
- Бістаньо
- Мелаццо
- Монтабоне